# Séparateur à hydrocarbures

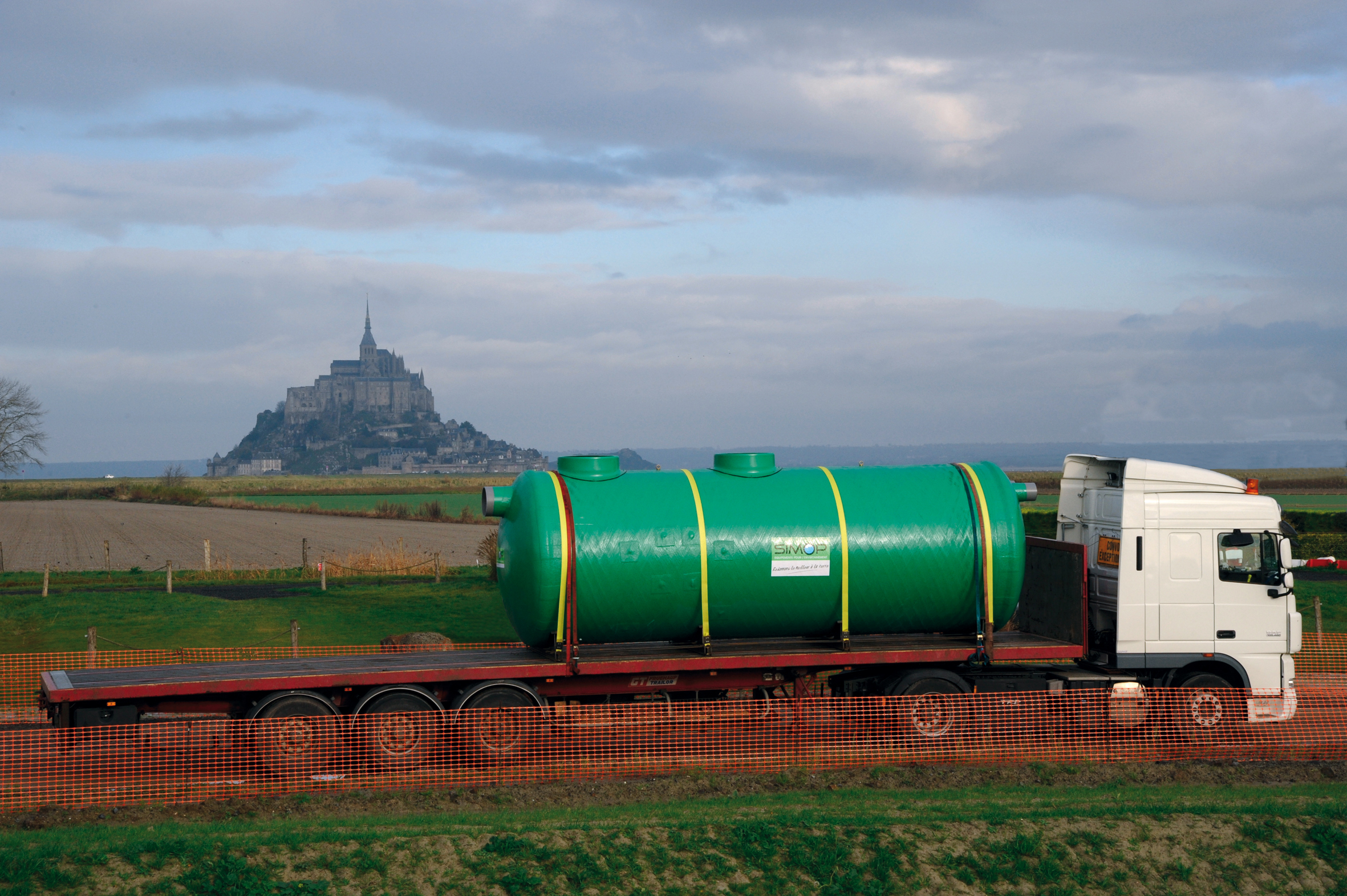
Séparateur à hydrocarbures en polyester SIMOP.

Un séparateur à hydrocarbures ou plus précisément installation de séparation de liquides légers est un ouvrage permettant de piéger, par gravité et/ou coalescence, les hydrocarbures et les boues présents dans les eaux pluviales et eaux usées.

## Fonctionnement
Le séparateur à hydrocarbures permet de traiter des eaux chargées en boues, particules et hydrocarbures, comme par exemple les eaux de pluie qui peuvent être polluées lors de leur passage sur des surfaces imperméabilisées (chaussée par exemple). Le débourbeur opère une première séparation des matières les plus lourdes (sables, boues) qui se déposent au fond de la cuve par décantation. Dans le séparateur, les hydrocarbures ayant une densité de 0,85 remontent à la surface. Le filtre coalesceur permet d’obtenir de meilleurs rendements épuratoires en permettant aux molécules d'hydrocarbures de s'agglomérer et en faisant transiter l'eau du bas vers le haut, favorisant ainsi la flottaison des hydrocarbures. Les particules d'hydrocarbures en suspension dans l'eau se collent au verso des lamelles et forment un film d'hydrocarbures qui migre de bas en haut. La présence d'un obturateur automatique permet d’éviter les rejets vers le milieu naturel : le flotteur de l'obturateur, taré à une densité de 1, flotte dans l'eau mais coule dans les hydrocarbures.

### Entretien
Il faut régulièrement curer le compartiment débourbeur dans lequel les matières lourdes (sables et boues) se retrouvent, et la couche d'hydrocarbure en flottaison en surface du séparateur doit également être vidangée. Ce type de curage et vidange est généralement annuel, mais peut-être plus fréquent, notamment en cas de déversement accidentel. Le filtre coalesceur doit également être nettoyé à ces intervals de fréquence.

## Utilisation

### En France
La loi sur l’eau et les milieux aquatiques du 30 décembre 2006 impose leur implantation sous les stations-service, les stationnements,… dont les surfaces sont susceptibles de recevoir des quantités notables d’hydrocarbures. Ils sont alors situés en amont du branchement au réseau public d’assainissement. 

### Normes
Le rendement séparatif des séparateurs à hydrocarbures conformes à la norme NF EN 858-1 est supérieur ou égal à 99.88%. On distingue deux classes de séparateurs : la classe A (comprenant un filtre coalesceur) dont la teneur en hydrocarbures des effluents ne doit pas excéder 5 mg/L et la classe B qui tolère jusqu’à 100 mg/L d’hydrocarbures.
La norme DIN 1999-100 limite la teneur résiduelle en hydrocarbures des eaux rejetées à 5 mg/L.